# Пенсилвански университет
Пенсилванският университет (на английски: University of Pennsylvania), наричан също накратко Пен (Penn) или ЮПен (UPenn, санглийско произношение: /ju-pen/) е частен изследователски университет от Бръшляновата лига, намиращ се във Филаделфия, щата Пенсилвания, САЩ.
Основан е като Филаделфийски университет през 1740, ЮПен е исторически четвъртият университет в САЩ , от Колониалните колежи. Смятан е за водещия университет в страната с програми за бакалаври, магистри и докторанти. Пенсилванският университет е измежду 14-те членове, основали Асоциацията на американските университети със своя Управителен съвет на Пенсилванския университет. Той е сред 8-те университета, които са членове на спортната Бръшлянова лига.
Бенджамин Франклин е основателят на Пенсилванския университет. Той е отстоявал образователна програма, която се фокусира върху практическото обучение в областта на търговията и публичните услуги, заедно с обучението по класически предмети като латински и теологията. Пенсилванският университет е една от първите академични институции в САЩ, която следва мултидисциплинарния модел, който е въведен тогава в някои европейски университети, концентрирайки множество „факултети“ (например теология, класически изследвания, медицина) в една институция.

## Галерия
- Библиотека за изкуства „Фишър“
- Входът на Логан хол
- Музей по археология и антропология
- Силвърман хол (юридическо училище)
- Училище по дизайн
- Център за изследвания на ранноамериканската култура „Макнийл“
- Училище по медицина и Педиатрична клиника
- Палестра на Пенсилванския университет

## Известни личности
Преподаватели
- Ото Майерхоф (1884-1951), биохимик
- Алан Макдайърмид (1927-2007), химик
- Бенджамин Ръш (1745-1813), лекар и общественик
- Джон Робърт Шрифър (р. 1931), физик

Випускници
- Доналд Тръмп
- Кристиан Анфинсен (1916-1995), химик
- Пол Дейвидсън (р. 1930), икономист
- Джералд Еделман (1929-2014), биохимик
- Ахмед Зеуаил (р. 1946), химик
- Кваме Нкрума (1909-1972), ганайски политик
- Джордж Смит (р. 1930), физик
- Бил Тилдън (1893-1953), тенисист